# WinAce
WinAce — архиватор файлов для Windows, включающий собственный формат «ACE» и имеющий поддержку других широко распространенных форматов архивов, таких, как ZIP, RAR и CAB. Версия программы для DOS называется Commandline ACE. Имеет возможность создавать непрерывные ACE-архивы, то есть неограниченного размера. Может создавать цифровую подпись. Интегрирован в оболочку Windows. Также доступна бесплатная версия консольной версии программы для извлечения файлов, называемой UnAce для macOS и Linux. Начиная с версии 2.65, WinAce интегрирован с программой обеспечению "WhenU SaveNow".

## Возможности
Кроме самой возможности архивировать, WinAce умеет:
- интегрироваться в Outlook Express;
- шифровать архивы;
- разбивать архивы на части;
- создавать самораспаковывающиеся архивы в форматах ACE и ZIP.

## Критика
Журнал Железо не советует использовать архиватор новичкам, отмечая неудобство интерфейса из-за его малой интуитивности, проблем с поиском каталоге сохраненных архивов, а также, в случае если перетащить файл на иконку архиватора, то вместо создания нового архива (путем копирования, как у большинства других архиваторов), файл перемещается в приложение.
В 2019 году, уже после того, как поддержка программы была прекращена, в библиотеке для распаковки архивов ACE была обнаружена серьёзная уязвимость. Так как библиотека была бесплатной и использовалась рядом сторонних архиваторов, под угрозой оказались все их пользователи. В новых версиях WinRAR поддержка формата ACE была удалена, а разработчик Total Commander Кристиан Гислер пропатчил уязвимую библиотеку вручную.